# 룩소티카
룩소티카(이탈리아어: Luxottica)는 이탈리아의 안경, 선글라스 회사이다. 밀라노에 본사를 두고 있으며 레이밴, 페르솔, 코치 등 유럽과 미국을 중심으로 많은 유력 브랜드를 보유하고 있다. 이탈리아 증권거래소에 상장되어 있다.

## 같이 보기
- 에실로